# Indarctos
Indarctos és un gènere extint de mamífers carnívors de la família dels ossos (Ursidae) que tingueren una amplíssima distribució des del Miocè mitjà fins al Pliocè inferior, fa entre 4,9 i 13,8 milions d'anys enrere. Se n'han trobat restes fòssils a Algèria, Espanya (incloent-hi els jaciments de Can Llobateres, a Sabadell, i Can Purull, a Viladecavalls), els Estats Units, Grècia, el Kazakhstan, Moldàvia, el Pakistan, Turquia, la Xina i, possiblement, Líbia. Eren ossos de mida mitjana a grossa que presentaven dimorfisme sexual. L'espècie I. vireti pesava uns 175 kg, mentre que I. vireti en pesava uns 350. Presumiblement, eren omnívors amb una clara preferència per la matèria vegetal.
Eren parents propers del panda gegant d'avui en dia. El nom genèric Indarctos significa ‘os de l'Índia’ (quan aquest gènere fou descrit el 1913, el territori que avui en dia correspon al Pakistan formava part de l'Índia britànica).